# Edna (Kansas)
Edna è un comune degli Stati Uniti d'America, nella Contea di Labette, nello Stato del Kansas. Il comune ha un'estensione di 1 km² ed una popolazione di 417 abitanti (2007).